# Eucritta
Eucritta is een fossiel van een amfibieachtige uit het Carboon.
De vondst werd gedaan in Schotland in West Lothian (nabij Edinburgh) in een laag zwarte Leisteen daterend uit het Viséen. De schedel is amfibieachtig, het verhemelte reptielachtig en de oogkassen Baphetidae-achtig. Al deze kenmerken maken aannemelijk dat er nog geen verschil was tussen vroege tetrapoden en reptielen. Deze dieren behoorden tot de familie Baphetidae die gekenmerkt wordt door sleutelgatvormige oogkassen.
De vondst en de naam werden in 1998 in Nature gepubliceerd door Jennifer Clack. De naam van de typesoort, Eucritta melanolimnetes, verwijst naar de titel van de film Creature from the Black Lagoon, uit 1954 (Oudgrieks: μέλας - melas = zwart; λίμνη - limnē = zeearm).